# Паломничество трёх юных сыновей царя Серендипа
«Паломничество трёх юных сыновей царя Серендипа» (итал. Peregrinaggio di tre giovani figliuoli del re di Serendippo) — адаптация персидского эпоса о трёх принцах из волшебной страны Серендип (часть поэмы «Восемь райских садов» Амира Хосрова Дехлеви). Правитель Бахрам отправляет троих сыновей странствовать по свету, набираться мудрости и открывать мир. Королевичи наделены даром понимать язык птиц, зверей и растений; те на пути предупреждали о грозящих братьям бедах и опасностях. Странствие закончилось благополучно, старший из королевичей наследует трон.

## Книга Христофора Армянского
Рассказ о трёх принцах стал известен в Европе в середине XVI века благодаря книге Христофора Армянского, который в 1548 году перевёл эту главу с персидского на итальянский язык. Христофор был представителем армянской общины Венеции, личность которого до конца не идентифицирована; возможно, речь идёт о полиглоте, христианине родом из Тебриза, находившемся в приятельских отношениях с племянником венецианского издателя Микеле Трамеццино. Перевод, озаглавленный «Путешествие трёх молодых принцев Серендипских» (итал. Peregrinaggio di tre giovani figliuoli del re di Serendippo), был опубликован Микеле Трамеццино в 1557 году. Автор адаптации внедряет в текст Хосрова эпизод из поэмы Низами Гянджеви «Семь красавиц» (около 1197) и ряд эпизодов из других источников.

## Переводы и переработки
Имеется ряд переработок книги за пределами Италии, важнейшая из которых — алхимический роман Франсуа Бероальда де Вервиля «Путешествие удачливых принцев» (1610). Немецкий перевод вышел уже в 1583 году. В 1719 году шевалье де Майи выполнил вольный перевод книги на французский язык, который в свою очередь был переведён на английский язык три года спустя. Рассказ об одной из загадок, с которой сумели справиться трое принцев, вдохновил Вольтера, использовавшего сюжет о собаке и лошади в третьей главе философской повести «Задиг» (1747). В свою очередь версия Вольтера оказалась чрезвычайно востребованной по ходу развития детективного жанра. Карло Гинзбург считает возможным говорить о «последовательности типа Серендипп — Задиг — По — Габорио — Конан Дойль».

## Термин «serendipity»
Впервые в английском языке слово «Серендипити» появилось 28 января 1754 года в письме английского писателя Хораса Уолпола, адресованном его другу, британскому посланнику во Флоренции Хорасу Манну. Он определил его как «очень выразительное слово, характеризующее открытие, совершенное без преднамеренных действий» (см. серендипность).

### Комментарии
1. ↑  Также «Путешествие трёх королевичей Серендипских» или «Три принца из Серендипа».
2. ↑  Серендип — старинное название Цейлона в персидской транскрипции.